# Тремолит
Тремолит — ленточный силикат группы моноклинных амфиболов. Назван по долине Тремола (иногда указывается как «долина Тремоль»), которая находится в Швейцарии, около Сен-Готардского горного массива, в которой был впервые обнаружен.

## Свойства
Химический состав: Ca2Mg5[Si4O11](OH, F)2. Практически всегда содержит примеси железа, но, как правило, не более 3 %.
Цвет образований серый, белый, светло-зелёный, желтоватый или бесцветный, в зависимости от примесей побочных элементов. Кристаллики удлиненные, иногда игольчатые с ромбовидным поперечным сечением.
В зависимости от образуемых агрегатов выделяют несколько разновидностей:
- тремолит-асбест — образует тонкие, мягкие длинные волокна. Один из шести видов асбеста. В отличие от хризотил-асбеста кислотоупорный материал[4].
- нефрит — плотный, скрытокристаллический, однако под микроскопом обнаруживается волокнистое строение. Цвет белый или светло-зеленоватый. Внешне очень схож с жадеитом, такой же вязкий и прочный[4].

При большом количестве фтора тремолит применяется в геологии как геотермометр при описании процессов, протекающих в условиях высоких температур.

## Происхождение
Как правило, тремолиты образуются в результате метаморфизма на контактах изверженных пород с известняками или доломитами, а также в кристаллических сланцах. В результате изменения по тремолиту могут развиваться такие силикаты, как тальк и серпентин.
Спутники: диопсид, шпинель, форстерит (оливин), серпентин, апатит, кальцит, титанит.
Тремолит встречается в Канаде, США, Италии, Швейцарии, Танзании, Финляндия, России.